# Hällungen
Hällungen eller Stora Hällungen er den største sø i Stenungsunds kommun som den leverer drikkevand til. Hällungen får vand fra et antal mindre åer og bække, men også direkte via grundvandet. Søens areal er 6,2 kvadratkilometer og den afvander et område på 47 kvadratkilometer og har en maksimumdybde på 24,5 meter. Ved nordenden ligger landsbyen Svenshögen. Hällungen har udløb i Bratteforsån som løber nordud mod havet. 
Ved en vig ved vestsiden af søen, Börsviken, ligger fuglefjeldet Börs flåg. Klippen har en cirka 90 meter høj brat klippe mod søen. Det op til 150 meter høje bjerg og dets omgivelser er naturreservat og fuglebeskyttelsesområde .
Når den nogle gange kaldes Stora, er det for at adskille den fra Lilla Hällungen, en mindre sø som ligger nord for Stora Hällungen ved Svenshögen. 
Søen er en populær badesø med flere strande.

## Holdeplads
Hällungen var også navnet på en tidligere holdeplads på Bohusbanan, som blev nedlagt i 1984. Vest for søen går jernbanen gennem fire berygtede tunneler.
Holdepladsnavnet Hällungen anvendes nu kun af Västtrafik som kan nås med buslinje 340. Holdeplads ligger i nærheden af badepladsen Talbo.